# Gran Turismo (automobil)
Gran Turismo (anglicky Grand Touring, francouzsky Grand Tourisme), zkratka GT, je druh vysokovýkonného luxusního automobilu navrženého pro cestování vysokými rychlostmi na dlouhé vzdálenosti. Nejčastějším typem je dvoudveřové kupé s celkově dvěma či čtyřmi sedadly.

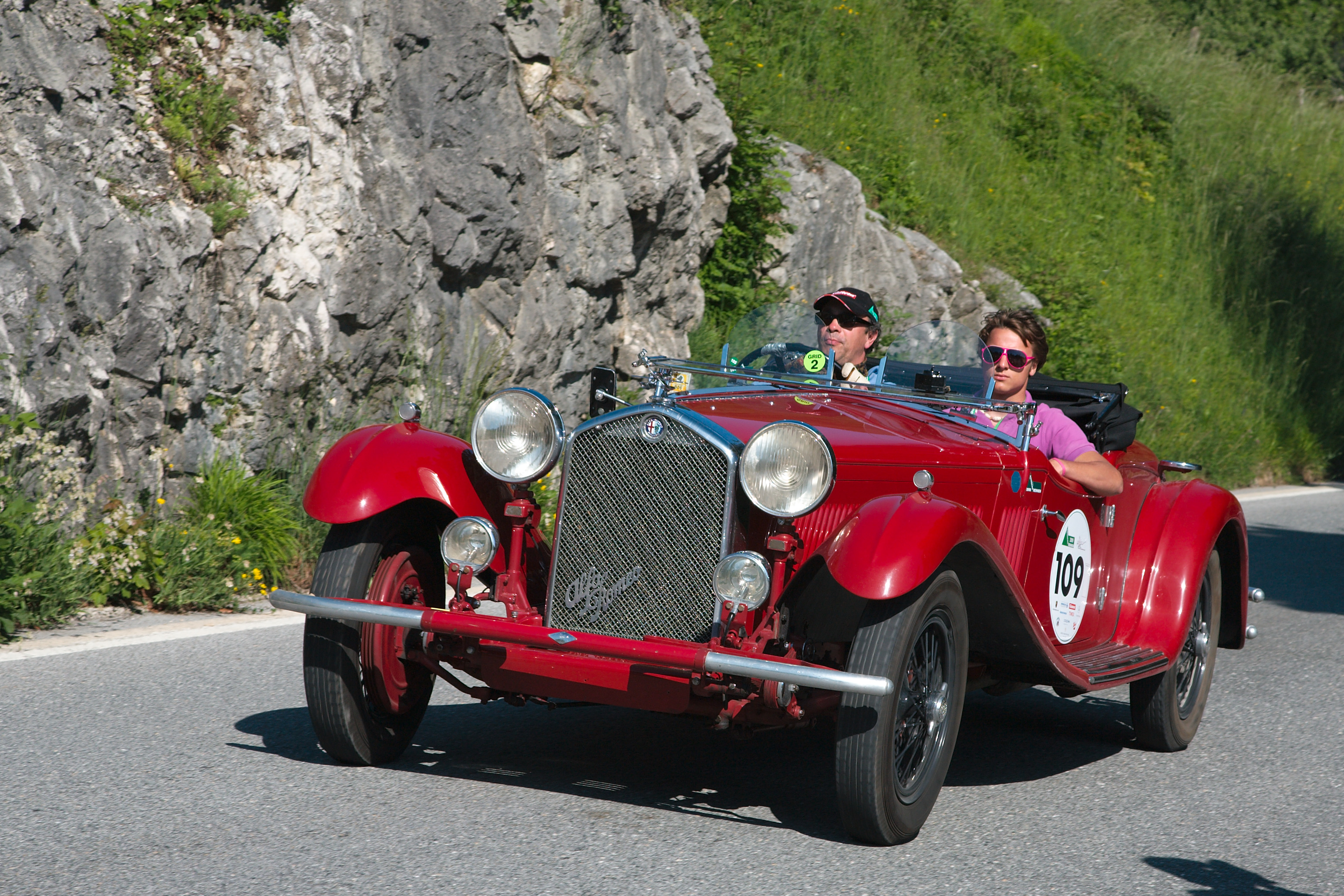
1932 Alfa Romeo 6C 1750 Gran Turismo Compressore

Termín „gran turismo“ odkazuje na „Grand Tour“, velkou pouť, kavalírskou cestu – jakousi vzdělávací cestu po evropských městech, kterou absolvovali převážně mladí britští šlechtici v 17. – 19. století.